# Деревня Япрыковского Пожарного Депо
Япрыковского Пожарного Депо (баш. Япрыҡ янғын һүндереү депоһы) — деревня в Туймазинском районе Республики Башкортостан Российской Федерации. Входит в состав Ильчимбетовского сельсовета. 
С 2005 современный статус.

## География

### Географическое положение
Расстояние до:
- районного центра (Туймазы): 16 км,
- центра сельсовета (Ильчимбетово): 6 км,
- ближайшей ж/д станции (Туймазы): 16 км.

## Население
| 2002 | 2009 | 2010 |
| ---- | ---- | ---- |
| 29   | ↘0   | →0   |

Национальный состав
Согласно переписи 2002 года, преобладающая национальность — башкиры (55 %).

## История
Статус деревня, сельского населённого пункта, посёлок получил согласно Закону Республики Башкортостан от 20 июля 2005 года N 211-з «О внесении изменений в административно-территориальное устройство Республики Башкортостан в связи с образованием, объединением, упразднением и изменением статуса населенных пунктов, переносом административных центров», ст.1:

6. Изменить статус следующих населенных пунктов, установив тип поселения - деревня:
1) в Туймазинском  районе:…
 с) поселка Япрыковского пожарного депо Ильчимбетовского сельсовета